# スカイロケット
スカイロケットは、作家有川浩と演劇集団キャラメルボックス所属の俳優阿部丈二による演劇ユニット。

## 来歴
有川浩がアニメ『図書館戦争』で柴崎麻子役を演じた沢城みゆきが所属するTheatre劇団子の舞台を見に行った際、演劇集団キャラメルボックス関係者に「うちの劇団もよかったらどうぞ」と誘いを受け、それをキッカケにキャラメルボックスの舞台に足を運ぶ様になる。その後、2011年1月に有川浩が原作・脚本を担当したTheatre劇団子25th act『もうひとつのシアター！』に阿部丈二が客演で出演し、交友を持つ。
有川浩が7行のあらすじを元に作られたキャラメルボックスの舞台『ヒア・カムズ・ザ・サン』のノベライズを申し込もうか否か阿部丈二に相談した所、「どうせだったらこの7行のあらすじを元に、成井さんと先生からそれぞれ何が出てくるのかが見たい」と返答。その後、有川浩は2011年11月に完全オリジナルと舞台版のパラレルワールドの2パターンを収録した同名小説を発売した。
その後舞台化を想定した『旅猫リポート』を発売し、2013年に旗揚げ公演で上演する。

## メンバー
- 有川浩 - 原作・脚本
- 阿部丈二 - 俳優・プロデューサー

## 公演
- 第一回公演『旅猫リポート』

2013年4月3日〜7日 紀伊國屋サザンシアター
原作・脚本：有川浩／演出：白坂恵都子
出演：坂口理恵・岡田さつき・菅野良一・細見大輔・石原善暢・前田綾・大原研二・阿部丈二
- 第二回公演『ヒア・カムズ・ザ・サン』

2014年1月20日〜26日 銀座博品館劇場
原作・脚本：有川浩／演出：白坂恵都子＋阿部丈二
出演：西川浩幸・大森美紀子・三浦剛・岡内美喜子・小林千恵・阿部丈二・小多田直樹・渡邊安理

## 参考
1. ↑  有川浩、朝井リョウ、伊瀬勝良、海猫沢めろん、神永学、佐藤友哉、田辺青蛙、元長征木、吉野匠、滝本竜彦『カドカワキャラクターズ ノベルアクト2』角川書店、2012年7月15日再版、208~220頁より引用